# Furmint
Furmint är en grön vindruva av arten Vitis Vinifera. Den ingår i de söta Tokajervinerna från Ungern och odlas med framgång i regionen Tokaj-Hegyalja i nordöstra Ungern. Där skapar morgondimma från floderna Bodrog, Tisza, och Hernád, samt soliga eftermiddagar på hösten, bra förutsättningar för den ädelröta som är nödvändig för de kända tokajervinerna. Därtill har området en jordmån som delvis består av vulkaniskt material (tuffsten), vilket också är gynnsamt.
Furmint odlas även i Österrike, då under namnet Zapfner (i Burgenland) eller Mosler (i Steiermark). Den har hög syrahalt och stor komplex smak. I Ungern görs även torra viner på druvan. Furmint odlas på ca. 4000 hektar i Ungern och trenden är ökande. Tidigare användes namnet Tokaj i Elsass/Alsace, men det är enligt EU-regler numera förbjudet. Tokaj är en skyddad ursprungsmärkning.